# Prima Ligă Cehoslovacă
Prima Ligă Cehoslovacă (cehă : 1. fotbalová Liga, slovacă : 1. futbalová Liga) a fost prima Ligă de fotbal din Cehoslovacia în perioada 1925 - 1993, cu excepția celui de-al doilea război mondial. Cehoslovacia a fost ocupată de forțele germane care au format Gauliga Sudetenland și Gauliga Böhmen und Mähren (ligile de pe teritoriile ocupate). Cehii și-au permis să ruleze propria ligă a lor în Protectoratul Boemiei și Moraviei , în timp ce slovacii și-au acordat lor independență de stat și a creat propria lor ligă.
Liga a fost dominată de cluburile din Praga , cu Sparta Praga câștigătoare de 19 de ori, Dukla Praga de 11 și Slavia Praga de 9 ori.
Succesorii Primei Ligi Cehoslovace sunt Gambrinus Liga , în Republica Cehă și Corgoň Liga în Slovacia.

## Campioane

### 1925-1938
| Sezon   | Campioană       | Vice-campioană  |
| ------- | --------------- | --------------- |
| 1925    | Slavia Praga    | Sparta Praga    |
| 1925-26 | Sparta Praga    | Slavia Praga    |
| 1927    | Sparta Praga    | Slavia Praga    |
| 1927-28 | Viktoria Žižkov | Slavia Praga    |
| 1928-29 | Slavia Praga    | Viktoria Žižkov |
| 1929-30 | Slavia Praga    | Sparta Praga    |
| 1930-31 | Slavia Praga    | Sparta Praga    |
| 1931-32 | Sparta Praga    | Slavia Praga    |
| 1932-33 | Slavia Praga    | Sparta Praga    |
| 1933-34 | Slavia Praga    | Sparta Praga    |
| 1934-35 | Slavia Praga    | Sparta Praga    |
| 1935-36 | Sparta Praga    | Slavia Praga    |
| 1936-37 | Slavia Praga    | Sparta Praga    |
| 1937-38 | Sparta Praga    | Slavia Praga    |

### Bohemia-Moravia 1938-1944
| Sezon   | Campioană    | Vice-campioană |
| ------- | ------------ | -------------- |
| 1938-39 | Sparta Praga | Slavia Praga   |
| 1939-40 | Slavia Praga | Sparta Praga   |
| 1940-41 | Slavia Praga | SK Plzeň       |
| 1941-42 | Slavia Praga | SK Prostějov   |
| 1942-43 | Slavia Praga | Sparta Praga   |
| 1943-44 | Sparta Praga | Slavia Praga   |

### 1945-1993
| Sezon   | Campioană              | Vice-campioană         |
| ------- | ---------------------- | ---------------------- |
| 1945-46 | Sparta Praga           | Slavia Praga           |
| 1946-47 | Slavia Praga           | Sparta Praga           |
| 1947-48 | Sparta Praga           | Slavia Praga           |
| 1949    | NV Bratislava          | Bratrstvi Sparta       |
| 1950    | NV Bratislava          | Bratrstvi Praga        |
| 1951    | NV Bratislava          | Sparta CKD Sokolovo    |
| 1952    | Sparta CKD Sokolovo    | NV Bratislava          |
| 1953    | ÚDA Praga              | Spartak Praga Sokolovo |
| 1954    | Spartak Praga Sokolovo | Baník Ostrava          |
| 1955    | Slovan Bratislava      | ÚDA Praga              |
| 1956    | Dukla Praga            | Slovan Bratislava      |
| 1957-58 | Dukla Praga            | Spartak Praga Sokolovo |
| 1958-59 | CH Bratislava          | Dukla Praga            |
| 1959-60 | Spartak Hradec Kralové | Slovan Bratislava      |
| 1960-61 | Dukla Praga            | CH Bratislava          |
| 1961-62 | Dukla Praga            | Slovan Nitra           |
| 1962-63 | Dukla Praga            | Jednota Trenčín        |
| 1963-64 | Dukla Praga            | Slovan Bratislava      |
| 1964-65 | Sparta Praga           | Tatran Prešov          |
| 1965-66 | Dukla Praga            | Sparta Praga           |
| 1966-67 | Sparta Praga           | Slovan Bratislava      |
| 1967-68 | Spartak Trnava         | Slovan Bratislava      |
| 1968-69 | Spartak Trnava         | Slovan Bratislava      |
| 1969-70 | Slovan Bratislava      | Spartak Trnava         |
| 1970-71 | Spartak Trnava         | VSS Košice             |
| 1971-72 | Spartak Trnava         | Slovan Bratislava      |
| 1972-73 | Spartak Trnava         | Tatran Prešov          |
| 1973-74 | Slovan Bratislava      | Dukla Praga            |
| 1974-75 | Slovan Bratislava      | Inter Bratislava       |
| 1975-76 | Baník Ostrava          | Slovan Bratislava      |
| 1976-77 | Dukla Praga            | Inter Bratislava       |
| 1977-78 | Zbrojovka Brno         | Dukla Praga            |
| 1978-79 | Dukla Praga            | Baník Ostrava          |
| 1979-80 | Baník Ostrava          | Zbrojovka Brno         |
| 1980-81 | Baník Ostrava          | Dukla Praga            |
| 1981-82 | Dukla Praga            | Baník Ostrava          |
| 1982-83 | Bohemians Praga        | Baník Ostrava          |
| 1983-84 | Sparta Praga           | Dukla Praga            |
| 1984-85 | Sparta Praga           | Bohemians Praga        |
| 1985-86 | TJ Vítkovice           | Sparta Praga           |
| 1986-87 | Sparta Praga           | TJ Vítkovice           |
| 1987-88 | Sparta Praga           | Dukla Praga            |
| 1988-89 | Sparta Praga           | Baník Ostrava          |
| 1989-90 | Sparta Praga           | Baník Ostrava          |
| 1990-91 | Sparta Praga           | Slovan Bratislava      |
| 1991-92 | Slovan Bratislava      | Sparta Praga           |
| 1992-93 | Sparta Praga           | Slavia Praga           |

## Performanțe pe cluburi
| Club                                       | Campioană | An |
| ------------------------------------------ | --------- | --- |
| Sparta Praga                               | 21        | 1926, 1927, 1932, 1936, 1938, 1939, 1944, 1946, 1948, 1952, 1954, 1965, 1967, 1984, 1985, 1987, 1988, 1989, 1990, 1991, 1993. |
| SK Slavia Praga                            | 13        | 1925, 1929, 1930, 1931, 1933, 1934, 1935, 1937, 1940, 1941, 1942, 1943, 1947.                                                 |
| Dukla Praga also as ÚDA Prague             | 11        | 1953, 1956, 1958, 1961, 1962, 1963, 1964, 1966, 1977, 1979, 1982.                                                             |
| SK Slovan Bratislava also as NV Bratislava | 8         | 1949, 1950, 1951, 1955, 1970, 1974, 1975, 1992.                                                                               |
| FC Spartak Trnava                          | 5         | 1968, 1969, 1971, 1972, 1973                                                                                                  |
| FC Baník Ostrava                           | 3         | 1976, 1980, 1981 |
| TJ Vítkovice                               | 1         | 1986 |
| FK Viktoria Žižkov                         | 1         | 1928 |
| FC Bohemians Praga                         | 1         | 1983 |
| 1. FC Brno                                 | 1         | 1978 |
| Spartak Hradec Králové                     | 1         | 1960 |
| FK Inter Bratislava                        | 1         | 1959 |